# Ilse Schulz
Ilse Schulz (* 20. September 1924 in Poppow, Kreis Lauenburg, Pommern; † 31. Januar 2009 in Neu-Ulm) war eine deutsche Krankenschwester, Pflegeexpertin und Frauenforscherin.

## Leben und Wirken
Als 21-Jährige absolvierte Ilse Schulz von 1945 bis 1949 eine Ausbildung als Krankenschwester und übernahm anschließend eine Tätigkeit als Vertretung der Oberschwester der gynäkologischen Abteilung des Krankenhauses St. Georg in Hamburg. Sie verzog 1950 nach Bonn und war dort bis 1953 als Stationsschwester an der Universitätsklinik angestellt.
Danach bildete sich Schulz außerhalb Deutschlands fort und fungierte zwölf Jahre lang zwischen 1954 und 1966 als Leiterin des Gesundheitsdienstes und der Krankenabteilung im American College for Girls in Istanbul. In dieser Zeit war sie in den Jahren 1963 und 1964 als „College Nurse“ im Hood-College in Frederick, Maryland, tätig.
Nach der Rückkehr nach Deutschland belegte Schulz einen Übersetzerkurs in Business English und wurde zugleich als OP-Schwester in Essen tätig. Ein einjähriges Studium 1968/1969 an der Krankenpflegehochschule Agnes Karll in Frankfurt am Main führte sie zu einer Stelle als Zentraloberin in Ulm. Schwerpunkte ihrer Tätigkeit waren Reorganisation, Koordination und berufliche Weiterbildung des Pflegedienstes in den Städtischen Krankenanstalten und Kliniken der 1967 gegründeten Reformuniversität Ulm. Diese Stellung hatte sie bis 1984 inne.
Zugleich war Schulz von 1973 bis 1989 Mitglied der Planungsgruppe Universitätsklinikum Regensburg der Obersten Baubehörde im bayerischen Innenministerium und ab 1975 dort auch Mitglied des paritätisch besetzten Direktoriums.
Ilse Schulz starb 2009.

### Pflegegeschichte, Frauengeschichte, Ulmer Stadtgeschichte
Anfang 2012 veröffentlichte das Frauenbüro der Stadt Ulm die Erinnerungen von Ilse Schulz, ergänzt durch Beiträge von ehemaligen Kollegen und Zeitzeugen: Ilse Schulz – Lebensstationen.
Aus der Ankündigung des Frauenbüros:
Ilse Schulz hat viele Jahre in Ulm gewirkt, gearbeitet und geforscht. Vielen ist sie durch ihre Publikationen zur Frauengeschichte bekannt. Nach ihrer Pensionierung hat sie unermüdlich geforscht und die Rolle der Frauen in der Geschichte unserer Stadt neu definiert. Ilse Schulz war aber auch während ihrer Berufstätigkeit im Gesundheitswesen in der Türkei erfolgreich und hat anschließend hier in Ulm in der verantwortungsvollen Position als Zentraloberin 15 Jahre lang die Entwicklung des Pflegekonzepts der Universität mit geprägt und gestaltet.
Das Buch „Ilse Schulz - Lebensstationen“ zeichnet das Leben dieser außergewöhnlichen Frau nach. Ihre persönlichen Erinnerungen an ihre Kindheit und Jugend hat Frau Schulz selbst niedergeschrieben und dem Frauenbüro überlassen. Diese Texte werden ergänzt durch die Erzählungen von Menschen, die ihr auf ihrem Lebensweg begegnet sind und Ilse Schulz als Zentraloberin und Frauengeschichtsforscherin kennen lernten.

### Konzeption Ulmer Modellversuch Psychosomatik
Gemeinsam mit Thure von Uexküll war Ilse Schulz Ideengeberin im interdisziplinär angelegten Ulmer Modellversuch „Die internistisch-psychosomatische Krankenstation“ in den 1970er Jahren. Mitarbeiterinnen in diesem Modellversuch waren die Krankenschwestern der Psychosomatik Hiltrud Bosch, Jutta Zenz und Angelia Erath-Vogt. In dieser Zeit entstand eine enge Zusammenarbeit zwischen Ilse Schulz und der Heidelberger Pflegewissenschaftlerin Antje Grauhan von der Schwesternschule der Universität Heidelberg, die den Modellversuch in Ulm wissenschaftlich begleitete. Zum Modellversuch gehörte auch eine Balint-Gruppe. Der Kontakt zwischen Ilse Schulz und Antje Grauhan blieb bis zum Tod von Ilse Schulz erhalten. Das Konzept der patientenorientierten Pflege „Ulmer Modell“ stieß auf besonderes Interesse im Weiterbildungsstudiengang „Lehrpersonen im Gesundheitswesen“ am Zentrum für Weiterbildung der Universität Osnabrück, der 1979 ins Leben gerufen wurde. Die theoretische Begleitung des Seminars „Ulmer Modell: Patientenorientierte Pflege/Psychosomatische Medizin“ erfolgte an der Universität Osnabrück bei den Pflegewissenschaftlerinnen Christa Winter- von Lersner und Gerda Kaufmann, die beide von der Schwesternschule der Universität Heidelberg kamen. Der praktische Teil des Seminars erfolgte direkt auf der Modellstation in Ulm. Das Seminar wurde im Jahr 1983 aufgrund starker Nachfrage erneut angeboten.

## Auszeichnungen und Ehrungen
- 2001 erhielt sie als Hauptpreisträgerin den Landespreis für Heimatforschung.[8]
- 2004 wurde Ilse Schulz mit dem Ulmer Band geehrt.[9]
- Im Jahr 2007 erhielt Ilse Schulz die Bürgermedaille der Stadt Ulm für ihre grundlegenden Verdienste und Forschungen.
- 2016 wurde auf der Terrasse des Universitätsklinikums Ulm, Oberer Eselsberg, ein Brunnen nach Ilse Schulz benannt.[10]
- Im September 2018 gab das Frauenbüro der Stadt Ulm im Rahmen seiner 16-teiligen Postkarten-Serie Frauen bewegen Ulm die Postkarte „Ilse Schulz“ heraus.[11]

## Schriften
- Schwestern, Beginen, Meisterinnen. Hygieias christliche Töchter im Gesundheitswesen einer Stadt. Ein Beitrag zur Geschichte der Pflege und Heilkunde. Universitätsverlag, Ulm 1992, ISBN 3-927402-61-3.
- Verwehte Spuren. Frauen in der Stadtgeschichte. Süddeutsche Verlagsgesellschaft, Ulm 1998, ISBN 3-88294-264-9.
- Was hatten die Ulmer Bürgerinnen der Reichsstadtzeit uns heutigen Frauen voraus?, ÖAF, Ulm 1999.
- Krankenpflege im Wandel. Erinnerungen an die Anfänge des Klinikums der Reformuniversität Ulm 1968–1984. Klemm und Oelschläger, Ulm 2006, ISBN 978-3-932577-69-7.
- Frauen und Pilgerinnen im Werk von Felix Fabri 1441 - 1502. Begegnungen im Abend- und im Morgenland. Süddeutsche Verlagsgesellschaft im Thorbecke-Verlag, Ulm 2007, ISBN 978-3-7995-8041-0.
- Ilse Schulz – Lebensstationen. Hrsg. vom Frauenbüro der Stadt Ulm. Geleitwort: Ivo Gönner, Oberbürgermeister. Redaktion: Diana Bayer, Anneliese Obermüller, Gabriele Sälzle. Ulm 2012. 9,80 EUR. Erhältlich beim Frauenbüro der Stadt Ulm: www.frauen.ulm.de